# 渡边娱乐
株式会社渡边娱乐（日语：株式会社ワタナベエンターテインメント）是日本一家经纪公司兼节目制作公司，隶属于渡边制作。
2000年10月24日，由于渡边制作进行公司结构调整，其娱乐制作事业部门被分拆出来并组建成株式會社渡边娱乐。公司总裁由渡边美树出任，同时她也兼任渡边制作的代表董事兼董事长。株式會社渡边娱乐总部位于东京市涩谷区神宫前的WES大楼。

## 公司简介
在渡边制作时代，它拥有许多具有影响力的艺人，并制作了大量节目。在1960年代到1970年代期间，渡边娱乐是日本广播业界最大的人才输送机构。
爵士乐音乐家渡边晋和他的妻子渡边美佐决定改变公司业务，不再仅仅只是向所属艺人抽取酬劳分成。当时日本音乐唱片的制作与发行都由唱片公司垄断，而他们则利用公司自有资金为植木等制作了《素达拉节》。

## 关联公司
- 渡边制作（日语：渡辺プロダクション）——控股母公司。

- 渡边教育集团（日语：ワタナベエデュケーショングループ）——渡边娱乐隶属的教育事业公司。
  - 渡边娱乐学院（ワタナベエンターテイメントカレッジ）
  - 渡边喜剧学校（ワタナベコメディスクール）
  - 渡边娱乐学校（ワタナベエンターテイメントスクール）
    - 东京校
    - 福冈校
    - 名古屋校

  - 渡边高级中学（渡辺高等学院）
    - 东京校
    - 大阪校
    - 名古屋校

  - 渡边音乐艺术学院（渡辺ミュージカル芸術学院）
  - 渡边大阪艺术学院（渡辺大阪芸術学院）

- Mania Mania股份公司（株式会社マニア・マニア）——负责渡边教育集团旗下各学校的日常经营及建筑物管理。

- 松饼娱乐（日语：ビスケットエンターティメント）——艺人的挖掘、培养及管理；电台及电视台节目、电影、活动等内容的制作。

- Of Course公司（株式会社OF COURSE）——负责多元艺人的经纪事务代理。

- 吉田正树事务所（日语：吉田正樹事務所）——策划和制作各种娱乐内容；咨询和顾问业务；制作、管理、执笔、演讲的承包等内容。

- 内容联盟（日语：コンテンツリーグ）——CD及DVD的生产、制作与销售；戏剧、音乐、电影及电视、广播电台节目的企划、制作；互联网音乐、视频、影像的发行相关的企划、制作、销售、管理业务。

### 脚注
1. ↑  公司改组之后，渡边娱乐也被称为。但渡边娱乐官方却并不使用这个简称，而是习惯用或。